# ایزابلا آلوارز
ایزابلا آلوارز (انگلیسی: Izabella Alvarez؛ زادهٔ ۱ مارس ۲۰۰۴) یک هنرپیشه، صداپیشه آمریکایی است. وی از سال ۲۰۱۴ میلادی تاکنون مشغول فعالیت بوده‌است.
از جمله آثار او می‌توان به خانه لاود، وست‌ورلد، مدیریت خشم و بی‌شرم اشاره کرد.